# Сендулень (комуна)
Сендулень, Сендулені (рум. Sănduleni) — комуна у повіті Бакеу в Румунії. До складу комуни входять такі села (дані про населення за 2002 рік):
- Бирзулешть (252 особи)
- Вершешть (880 осіб)
- Коман (1028 осіб)
- Матеєшть (75 осіб)
- Сендулень (1698 осіб)
- Стуфу (392 особи)
- Тіса (4 особи)

Комуна розташована на відстані 228 км на північ від Бухареста, 20 км на південний захід від Бакеу, 102 км на південний захід від Ясс, 123 км на північний схід від Брашова.

## Населення
За даними перепису населення 2002 року у комуні проживали 4329 осіб.
Національний склад населення комуни:
| Національність | Кількість осіб | Відсоток |
| -------------- | -------------- | -------- |
| румуни         | 4328           | > 99,9%  |
| угорці         | 1              | < 0,1%   |

Рідною мовою назвали:
| Мова      | Кількість осіб | Відсоток |
| --------- | -------------- | -------- |
| румунську | 4328           | > 99,9%  |
| угорську  | 1              | < 0,1%   |

Склад населення комуни за віросповіданням:
| Релігія       | Кількість осіб | Відсоток |
| ------------- | -------------- | -------- |
| православні   | 2285           | 52,8%    |
| римо-католики | 1870           | 43,2%    |
| адвентисти    | 75             | 1,7%     |
| бретрени      | 72             | 1,7%     |
| лютерани      | 27             | 0,6%     |